# 蔦井與三吉
蔦井 與三吉（つたい よそきち、1889年2月10日 - 1974年12月8日）は、日本の実業家。石川県動橋村（現・加賀市）出身。東日本フェリーをはじめとした蔦井グループの創始者として、海運・陸運・倉庫・不動産業等多方面で活躍した。家族は息子に蔦井政信（東日本フェリー2代目社長）、孫に蔦井孝典（ハートランドフェリー、アイビー・システム社長）。

## 経歴

### 生い立ち
1889年（明治22年）、石川県動橋で宿屋を営む蔦井庄五郎の、12人兄弟の5男として生まれる。6歳で北海道へ移り、函館で生花店を営むおじ・勝次郎の家へ養子に出され、行商や新聞配達で家計を支えるも、函館の養父母の死去に伴い1900年（明治33年）に歌志内村赤平の弟夫婦の養子となり、先に団体移住していた親や兄弟とともに開拓作業を手伝う。その後職業軍人を目指し下士官を志望し上京するも失敗し早稲田実業学校に入学するもノイローゼに罹り帰郷し農業に従事する。
1909年（明治42年）に徴兵され旭川の歩兵第27連隊に入隊し早稲田実業学校を中退、優秀な成績で陸軍戸山学校へ推薦されるも海外移住を志し3年間の満期除隊後に再度赤平へ帰郷し南米移住の準備を始めたが、赤平での鉄道敷設や炭鉱開発の本格化を知り渡航費として貯めていた除隊手当等を元手に萬朝報・北海タイムスの特約店の権利を取得。新聞配達に勤しみながら起業の準備を進める。

### 起業～終戦
1913年（大正2年）に下富良野線鉄道開業に向けて上赤平駅前に「蔦井運送店」「蔦井販売部」を設立し、運送業・新聞販売や雑貨・食糧・燃料・木材の卸売や小売を営み、1919年（大正8年）には歌志内村議員に当選し兄弟とともに歌志内村の空知川流域付近にあたる赤平地域の分村を計画し1922年（大正11年）に赤平村の発足に至る。本業では1922年（大正11年）の「稚内運送社」創業を皮切りに道内各地の鉄道開通に合わせて11社の運送会社をチェーン方式で設立し、1927年（昭和2年）には根室本線の需要増加に合わせ函館本線との中継地にあたる滝川町に本社を移転。その他水産・石炭販売・食品・木材・砂利・容器・冷蔵といった運輸業に関係した分野で多角的な経営を行う。滝川町時代には蔦井の「ツ」を取り「カネツ」の商号を用いていたが、その後「角のある商号は尖った感じがしてうまく行かない」と考えを改めて蔦井の「井」を取り「○井」の商号を用いるようになった。
1930年（昭和5年）には稚内運送社にて稚内港での艀作業を開始したことをきっかけに海運事業に進出。当初稚内の事業は実弟に経営を任せていたものの、1930年に実弟の死去を受けて與三吉が引き継いで本拠地を稚内に移した。樺太との海陸輸送事業も担い最盛期には大泊・本斗など樺太内の港を含め計350人の港湾労働者を擁し、1933年（昭和8年）には鴛泊村の丸一水産に出資し稚内利礼運輸（後に東日本海フェリー、現ハートランドフェリー）に社名変更の上1941年（昭和16年）より稚内から利尻島・礼文島への定期航路事業を開始。1931年（昭和6年）に建設した稚内港倉庫をはじめ水産業や砂利・石炭販売と合わせて太平洋戦争終戦まで稚内を拠点として事業を展開。

### 戦後
戦後は札幌に拠点を移し蔦井商事を設立、東急グループの定山渓鉄道買収にも支援を行い、北海道定期船協会の会長として離島航路支援を働きかけ1958年には道内の離島を中心とした旅客航路を支援する特殊会社・北海道離島航路整備の社長に就任、旧型船の代替新造により離島航路の振興を図った。
1961年（昭和36年）には経営危機に陥っていた道南海運の経営に参画、1962年（昭和37年）に世界36カ国のフェリー事情を視察、ヨーロッパにてドーバー海峡のカーフェリーに感銘を受け1964年（昭和39年）に大間 - 函館間でカーフェリーを導入、津軽海峡でのフェリー航路参入を計画した他社と統合する形で1965年（昭和40年）に東日本フェリーを設立、津軽海峡を中心としたフェリー航路網を展開。また1971年（昭和46年）には子会社・新東日本フェリーを設立し長距離のフェリー航路にも進出、その他複数の関連企業と合わせてフェリー事業を中心とした企業グループ「蔦井グループ」を築いた。
晩年には東日本フェリーをはじめ9社の代表取締役社長を務めたが、1974年（昭和49年）7月から長期入院となり、12月8日に肝硬変のため札幌医大病院で死去。10日に自宅での密葬の後、14日に北海道厚生年金会館大ホールにて蔦井本社・蔦井商事・東日本海フェリー・東日本フェリー・新東日本フェリー・蔦井倉庫・蔦井石油・蔦井不動産・北海道離島航路整備の9社による合同社葬が行われた。

## 役職
創立に関わった企業・団体名については太字で表記。
職歴
- 1913年11月 蔦井運送店・蔦井販売部代表
- 1922年11月 稚内運送社社長（他運送会社11店経営)
- 1930年4月 合資会社稚内運送社代表（1936年4月に株式会社に改組、1942年戦時統合に伴い日本通運に合併）
- 1933年4月 株式会社稚内魚菜卸売市場取締役社長（1943年に稚内市に移管）
- 1933年4月 - 1936年 丸一水産株式会社取締役
- 1936年5月 - 1942年  稚内漁糧株式会社取締役
- 1936年8月 - 1942年 稚内水産工業株式会社取締役
- 1936年8月 日曹白煙炭販売株式会社取締役社長（1943年6月に北部石炭統制販売株式会社に統合され同社取締役社長）
- 1936年10月 稚内冷蔵株式会社取締役
- 1937年5月 滝川砂利株式会社取締役
- 1937年6月  稚内利礼運輸株式会社社長
- 1937年6月 - 1940年  茂尻石炭販売株式会社取締役社長
- 1937年9月 - 1947年  稚内容器株式会社社長
- 1937年9月 - 1940年9月　利尻漁業株式会社取締役社長
- 1940年7月 - 1943年　空知砂利株式会社取締役
- 1940年7月 - 1943年　中部石炭統制販売株式会社取締役
- 1941年10月 - 1944年2月 滝川砂利取締役社長[21]
- 1942年8月 - 1943年8月 日本通運稚内支店長
- 1943年6月 - 1950年　大同食品株式会社専務取締役
- 1943年5月 - 1948年　北部砂利合同株式会社取締役社長
- 1943年5月 - 1947年　中頓別砂利株式会社取締役
- 1943年12月 - 1956年　宗谷木材株式会社取締役社長
- 1944年12月 - 1956年2月 蔦井木材工業所代表（1952年蔦井木材株式会社に改称し取締役社長）
- 1945年5月 - 1952年5月 北海冷蔵株式会社取締役
- 1949年7月 - 1962年7月 札幌菱雄石炭販売株式会社代表取締役会長
- 1949年8月 - 1953年 北海道石炭販売株式会社取締役社長
- 1950年2月 - 1952年7月 北海船舶株式会社取締役
- 1950年5月 - 1956年3月 北海道開発株式会社取締役社長
- 1950年7月 - 1954年11月 藤山海運株式会社取締役社長
- 1953年 - 1968年12月 北海道石炭販売取締役会長（蔦井商事と合併し退任）
- 1953年5月 - 1969年 中頓別木材株式会社取締役社長
- 1953年5月 株式会社札幌グランドホテル監査役
- 1953年6月 - 1959年5月 北日本航空株式会社監査役
- 1953年10月 - 1968年8月 蔦井商事株式会社取締役社長
- 1954年9月 株式会社大谷会館取締役
- 1954年1月 稚内冷蔵代表取締役
- 1956年7月 稚内利礼運輸代表取締役会長
- 1957年3月 北洋砂利株式会社代表取締役
- 1957年10月 - 1960年10月 定山渓鉄道株式会社取締役
- 1958年12月 北海道離島航路整備株式会社取締役社長
- 1959年11月 - 1961年6月 桑園倉庫株式会社代表取締役会長
- 1960年10月 - 1962年 定山渓鉄道監査役
- 1961年6月 桑園倉庫取締役社長
- 1961年10月 - 1963年 道南海運株式会社代表取締役会長
- 1961年11月 稚内冷蔵相談役
- 1962年5月 蔦井不動産株式会社取締役社長（1972年5月に商号を株式会社蔦井本社に変更）
- 1962年10月 蔦井石油株式会社取締役社長
- 1963年 - 1972年11月 道南海運取締役社長（1972年11月蔦井本社と合併により退任）
- 1965年3月 東日本フェリー株式会社取締役社長
- 1965年4月 大谷会館常務取締役
- 1965年7月 札幌グランドホテル参与
- 1966年2月 北海道生コンサービス株式会社代表取締役会長
- 1966年6月 株式会社青森ボウリングセンター取締役
- 1968年3月 東日本観光株式会社取締役
- 1968年5月 下北観光株式会社取締役
- 1968年8月　株式会社札幌製作所代表取締役会長
- 1968年8月 - 1970年4月 蔦井商事代表取締役会長
- 1968年10月 蔦井石油代表取締役会長
- 1968年12月 稚内利礼運輸取締役社長
- 1969年4月　東日本自工株式会社代表取締役会長
- 1969年4月 中頓別木材取締役会長
- 1970年2月　東日本交通株式会社取締役
- 1970年3月 札幌製作所取締役（同年6月東日本鉄工株式会社に改称）
- 1970年4月 蔦井商事取締役社長
- 1970年5月 蔦井石油取締役社長
- 1970年9月　東日本海陸輸送株式会社取締役
- 1970年10月 北海道飲料株式会社取締役
- 1971年6月 - 1974年12月 北海道文化放送株式会社監査役[22]
- 1972年1月 新東日本フェリー株式会社社長
- 東本願寺札幌別院責任役員[20]
- ユー・アンド・アイ・マツザカ監査役[20]
- ホテル函館ロイヤル取締役[20]

公職歴
- 1919年5月-1922年 歌志内村村会議員
- 1922年 - 1933年5月 赤平村村会議員
- 1959年8月 - 1961年2月 北海船員地方労働委員会委員

団体歴
- 1949年4月 北海道定期船協会会長（後に北海道旅客船協会に改称）
- 1951年5月 日本旅客船協会理事
- 1954年3月 - 1958年4月 日本旅客船協会副会長
- 1952年4月 日本定航保全株式会社取締役
- 1954年4月 社団法人北海道産業クラブ監事
- 1956年5月 - 1958年5月 札幌商工会議所議員
- 1960年9月 北海道倉庫業連合組合理事
- 1961年5月 - 1964年 札幌商工会議所議員・議員会副会長・金融委員長
- 1961年11月 札幌倉庫協会理事
- 1964年5月 札幌商工会議所議員・金融財政委員長
- 1965年3月 札幌観光協会常任理事
- 1966年1月 日本旅客船協会離島部会長
- 1967年5月 札幌商工会議所常議員
- 1967年8月 日本倉庫協会評議員
- 1967年9月 札幌団地倉庫事業協同組合理事
- 1968年2月 日本赤十字社代議員
- 1968年5月 社団法人北海道海事広報協会理事
- 1969年5月 函館観光協会理事
- 1969年12月 北海道総合開発研究会顧問
- 1970年5月 札幌商工会議所常議員
- 1970年8月 北海道旅客船協会離島部会長
- 1970年11月 日本リュージュ連盟顧問
- 1971年3月 札幌商工会議所建設運輸委員長

## 栄典
- 1940年6月 帝国水難救済会三等有功章
- 1941年10月 日本赤十字社有功章
- 1958年12月 日本赤十字社金色有功章
- 1959年4月 紺綬褒章
- 1961年7月 北海道海運局局長賞
- 1962年7月 運輸大臣賞
- 1963年11月 藍綬褒章
- 1966年4月 勲四等旭日小綬章
- 1968年4月 稚内市市政功労賞
- 1971年4月 勲三等瑞宝章
- 1974年12月 正五位